# 玻利瓦爾市 (塔奇拉州)

玻利瓦爾市（西班牙語：Municipio Bolívar），是委內瑞拉的一個市，位於該國西南部塔奇拉州，首府設於聖安東尼奧德爾塔奇拉，面積204平方公里，2007年人口60,149，人口密度每平方公里290人。